# Adriano Panzironi
Adriano Panzironi (Roma, 12 aprile 1972) è un imprenditore italiano, noto per essere l'ideatore e il promotore di un regime alimentare denominato Life 120. Questo regime è privo di validazione scientifica ed è stato oggetto di procedimento da parte dell'AGCOM che ha erogato una multa, sanzione confermata dal TAR del Lazio che ha condannato Panzironi a pagare 264 000 euro per aver propagandato una pratica alimentare "pericolosa per la salute".

## Biografia
Giornalista pubblicista dall'età di 19 anni, ha lavorato per circa tre anni per quotidiani come Il Tempo, conducendo anche un telegiornale locale su una rete laziale, ha fondato una casa editrice e ha avviato un centro sportivo ad Anzio.
Ha annunciato l'intenzione di candidarsi alle elezioni politiche del 2022 con un partito denominato "Per Rivoluzione Sanitaria", con una ghigliottina nel simbolo, ma senza riuscire a raccogliere le firme necessarie.

### Stile alimentare
Lo stile alimentare ideato da Panzironi esclude dalla dieta alcuni cibi contenenti carboidrati, come pasta, riso, mais, patate e legumi, includendo invece i grassi, sia vegetali sia animali, quale fonte di apporto energetico per l'organismo, oltre a grandi quantità di verdure e poca frutta. Panzironi sconsiglia anche il consumo di latte e la maggior parte dei latticini poiché, contro ogni evidenza scientifica, ritiene che possano far aumentare il rischio di patologie tumorali a causa della presenza di caseina e ormone della crescita. Sono ammessi invece con moderazione formaggi stagionati, ricotta, gorgonzola, panna e mascarpone.
Egli afferma, contro ogni evidenza scientifica, che il suo metodo a base di integratori alimentari, basati prevalentemente su spezie e vitamina C, farebbe vivere fino a 120 anni e farebbe guarire da ogni malattia incluso cancro, alzheimer e diabete. L'acquisto di questi integratori ha un costo stimato annuo di 3 000 euro per ogni persona.
Contro il suo metodo si sono espressi diversi esponenti del mondo scientifico, tra cui: Filippo Anelli (presidente della Federazione nazionale degli ordini dei medici chirurghi e degli odontoiatri), che ha parlato di false speranze diffuse da Panzironi, e Walter Ricciardi, che stigmatizza la sua promessa di "[far] arrivare tutti i cittadini a vivere 120 anni attraverso una serie di cose che vede solo lui. È roba da Far West!. La Società italiana di diabetologia sottolinea come le promesse e le affermazioni fatte da Panzironi siano parte di un flusso di disinformazione e di fake news che può nuocere gravemente alla salute delle persone.
Panzironi espone settimanalmente le sue tesi sulla trasmissione Il Cerca Salute in onda sul canale "Life 120 Channel" Il suo libro Vivere 120 anni si è rivelato uno dei best seller più venduti degli ultimi anni in campo salutistico e alimentare.

### Life 120 channel e bufale
Panzironi possiede il 50% delle quote dell'azienda "Life 120 Srl" insieme al fratello Roberto. Nel 2017 la Life 120 ha fatturato oltre 2,7 milioni di euro dall'azienda, mentre oltre 5 milioni sono stati fatturati dalla Welcome Time Elevator Srl, società di cui è amministratore.
I fratelli gestiscono l’emittente Life 120 channel in onda 24 ore su 24 sul digitale terrestre dal 1º dicembre 2017. Il canale vede protagonista Panzironi praticamente in tutti i momenti della rete e in particolare nella trasmissione Il Cerca Salute, nella quale vengono proposti precisi argomenti di dibattito medico, con il conduttore Benedetto Dionisi che rivolge a Panzironi domande preparate, alle quali quest'ultimo prontamente risponde esponendo i propri consigli medici e dietologici. A conclusione di ogni puntata viene invitato un "testimone" che espone le malattie che avrebbe contratto, esplicitando i propri problemi fisiologici e psichici dai quali, a suo dire, non sarebbe riuscito a guarire tramite il medico di famiglia o con i metodi di cura della medicina ufficiale; a conclusione della testimonianza, l'ospite si congratula con Panzironi e lo ringrazia per il suo metodo e i suoi integratori, attraverso i quali, a suo dire, sarebbe riuscito, in tempi brevi ("5 mesi, 60 giorni o poche settimane"), a guarire da malattie di tutti i generi, da semplici emicranie o acufene a calcoli renali, fino a tumori ai polmoni o alla prostata.
La comunicazione di Panzironi si rivolge a una fetta di pubblico che non ha conoscenze scientifiche sull'alimentazione e propone un canale televisivo, con finto "scopo informativo", che gioca sulla salute della gente per portarla a credere agli effetti miracolosi del suo metodo, spingendo le persone ad acquistare i suoi libri (quali guide a una dieta "sana") e i suoi integratori, che aiuterebbero, a suo dire, il processo di guarigione dalle malattie.
A tal fine, è attivo anche un call center, il cui numero compare sempre in sovraimpressione durante gli spot pubblicitari degli integratori, i cui operatori hanno fornito risposte fuorvianti a chiamate vertenti sulla guarigione da malattie come la malattia di Crohn o il diabete mellito di tipo 1, da cui è impossibile guarire e per cui è possibile uno stile di vita normale solo grazie a iniezioni di insulina e assunzioni di farmaci, senza i quali il malato morirebbe in poco tempo; viene invece prospettata una guarigione in pochi mesi da questo tipo di malattie solo grazie agli integratori proposti e all'abbandono dei contatti con il medico di famiglia e dei metodi e delle terapie mediche ufficiali.
Nel 2019 Adriano Panzironi è stato sospeso temporaneamente dall'albo dei giornalisti e la sua trasmissione è stata multata di oltre 260 000 euro dalla AG.Com. Successivamente, nell'ottobre 2023, è stata confermata la sua radiazione dall'albo dei giornalisti.
In precedenza aveva già ricevuto una multa di 476 000 euro per pubblicità occulta.
L’Associazione italiana di dietetica e nutrizione clinica ha chiesto al Ministero della salute di istituire un'autorità e un sistema di sanzioni per vigilare e colpire la diffusione di notizie false sui social network e nei mass media, mentre l'Ordine dei medici di Roma, insieme al ministro della salute Giulia Grillo, si è attivato contro Panzironi muovendogli causa.

### Sospensione e riattivazione dei canali
Il 14 aprile 2020, l'AgCom aveva fatto sospendere per sei mesi l'attività dei canali di Panzironi, dopo la messa in onda di trasmissioni che reclamizzavano gli integratori “Life 120” nel trattamento o nella prevenzione del COVID-19, informazioni che potevano indurre negli spettatori la riduzione della consapevolezza e dei comportamenti di vigilanza. La delibera dell'Agcom è stata però sospesa all'inizio di maggio dal TAR del Lazio che l’ha giudicata non proporzionata al fine perseguito,
ma ha confermato la tesi dell'AgCom che Panzironi abbia propagandato tale pratica alimentare "pericolosa per la salute" e lo ha condannato a una sanzione di 264 000 euro.
Il 13 maggio 2025 il tribunale monocratico di Roma ha condannato a 2 anni e 8 mesi di reclusione Adriano Panzironi, noto come il 'guru delle diete', per esercizio abusivo della professione medica.

## Pubblicazioni
- Vivere 120 anni. Le verità che nessuno vuole raccontarti, WTE Edizioni, 2014 ISBN 9788890955501
- Vivere 120 anni. Le ricette, WTE Edizioni, 2018 ISBN 9788890955549
- Vivere 120 anni. Le ricerche. Ricerche e studi scientifici che confermano le verità del libro, WTE Edizioni, 2018 ISBN 9788890955556
- Vivere 120 anni. Le guarigioni. Lo studio osservazionale che conferma l'efficacia dello stile di vita Life 120, WTE Edizioni, 2019 ISBN 9788894491906
- Vivere oltre il Covid-19. La prevenzione e le cure per vincere il Sars-Cov-2, WTE Edizioni, 2021 ISBN 9788894491913

## Filmografia
- L'uomo che volle vivere 120 anni, regia di Dado Martino, docufilm, Italia, 2019